# Parco nazionale marino e riserva di Watamu
Il Parco nazionale marino e riserva di Watamu è una area naturale protetta del Kenya istituita nel 1968 che si trova nell'Oceano Indiano al largo della costa del Kenya meridionale a sud di Watamu.

## Storia del parco
Il parco nazionale marino e riserva di Watamu fu istituito nel 1968, facendone, insieme al parco nazionale marino di Malindi, uno dei più antichi parchi marini dell'Africa. Nel 1979 l'UNESCO ha definito la riserva della biosfera di Malindi-Watamu, che comprende al suo interno il parco nazionale e riserva di Malindi e il Parco nazionale marino di Watamu. Nel 2019 la riserva della biosfera è stata ingrandita a 487.278 ettari e ora comprende la precedente riserva e la foresta di Arabuko Sokoke con il nome di Malindi Watamu Arabuko Sokoke Biosphere Reserve

## Territorio

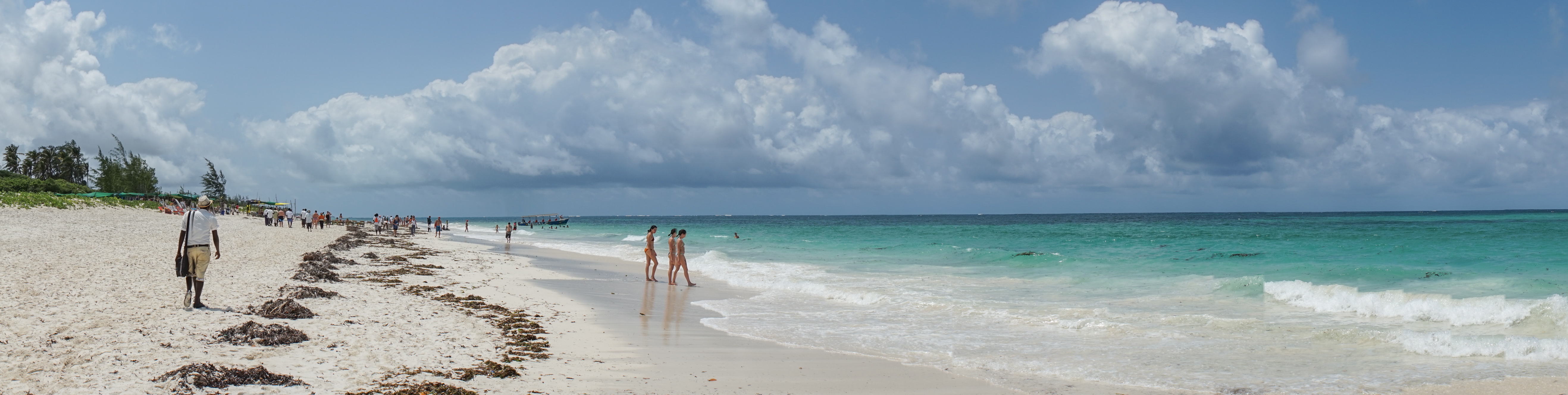
Spiaggia di Watamu

L'area protetta ha una superficie complessiva di 42 km², di cui circa 10 km² del parco nazionale marino di Watamu e il restante della riserva nazionale di Watamu. Nell'area del parco è proibita qualunque attività di estrazione di risorse, compresa la pesca, mentre nella riserva è consentita la pesca tradizionale e sostenibile e altre attività di estrazione.
Il parco di Watamu si sviluppa nell'Oceano indiano per una lunghezza di circa 5,5 km di fronte alla costa meridionale del Kenya a sud di Watamu, fra il promontorio di Kibirijini e l'isola di Whale Island. Nella sua parte meridionale, proprio di fronte alla Whale Island si apre il canale detto Mida Creek. Una profonda insenatura che si addentra nell'entroterra per diversi chilometri a formare una fitta foresta di mangrovie. Il Mida Creek e la bocca di accesso al mare costituiscono la Riserva marina di Watamu.
Il parco e riserva di Watamu costituisce, insieme al parco e riserva di Malindi, un'area riconosciuta a livello internazionale come Important Bird Area per il passaggio e svernamento dei trampolieri migratori.
All'interno dell'area si trovano diversi habitat: roccia intertidale, sabbia e fango, scogliere e giardini di corallo, letti di alghe, piattaforme e isolotti corallini, mangrovie e spiagge sabbiose.
Il parco si trova all'interno dell'ecoregione marina della Costa del corallo dell'Africa orientale.
Le temperature variano da 20 a 30 °C e le precipitazioni medie annue sono di circa 500 mm. Ci sono due stagioni delle piogge: piogge lunghe - marzo e aprile e piogge brevi - novembre / dicembre.

## Biodiversità

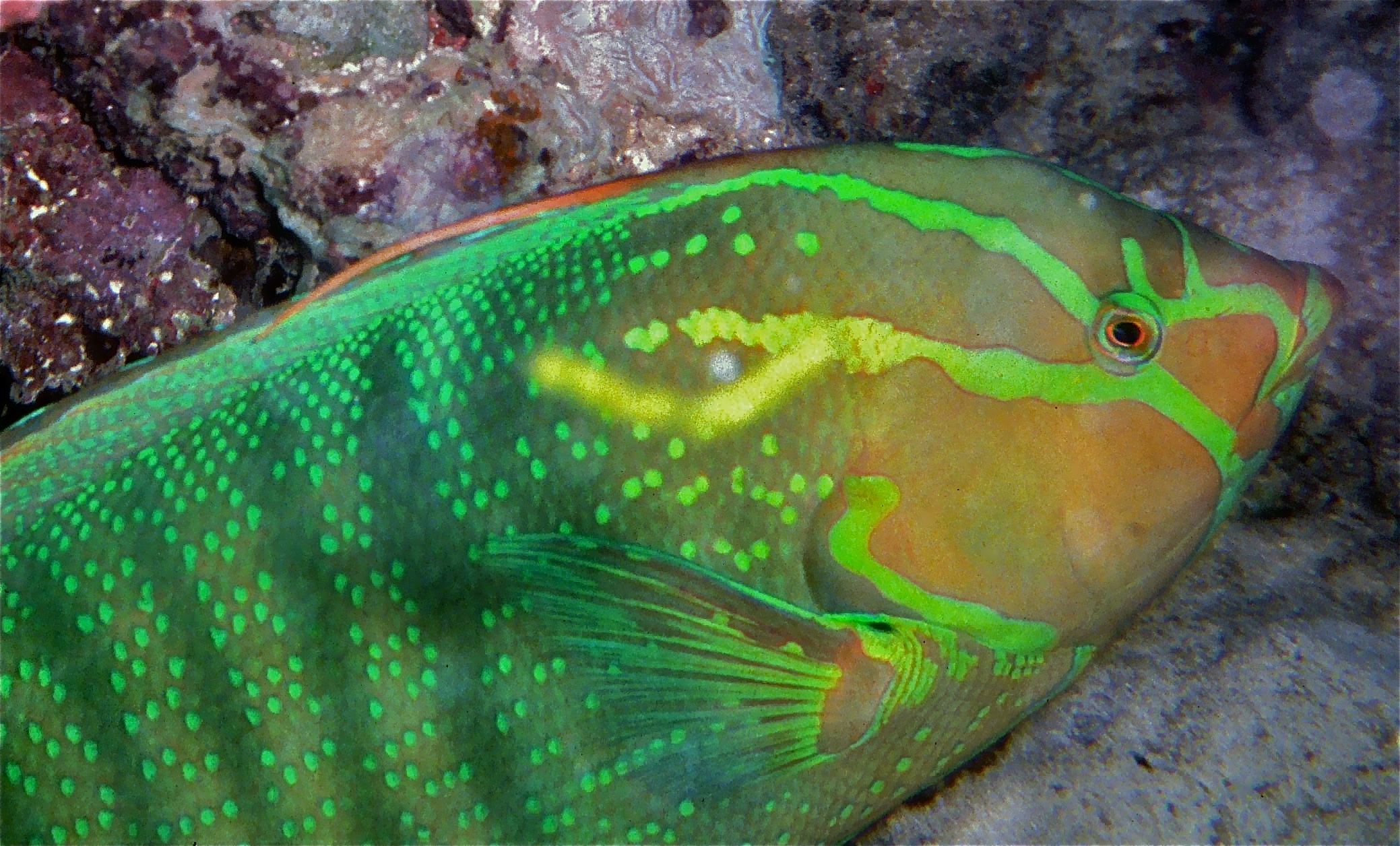
Coris gaimard

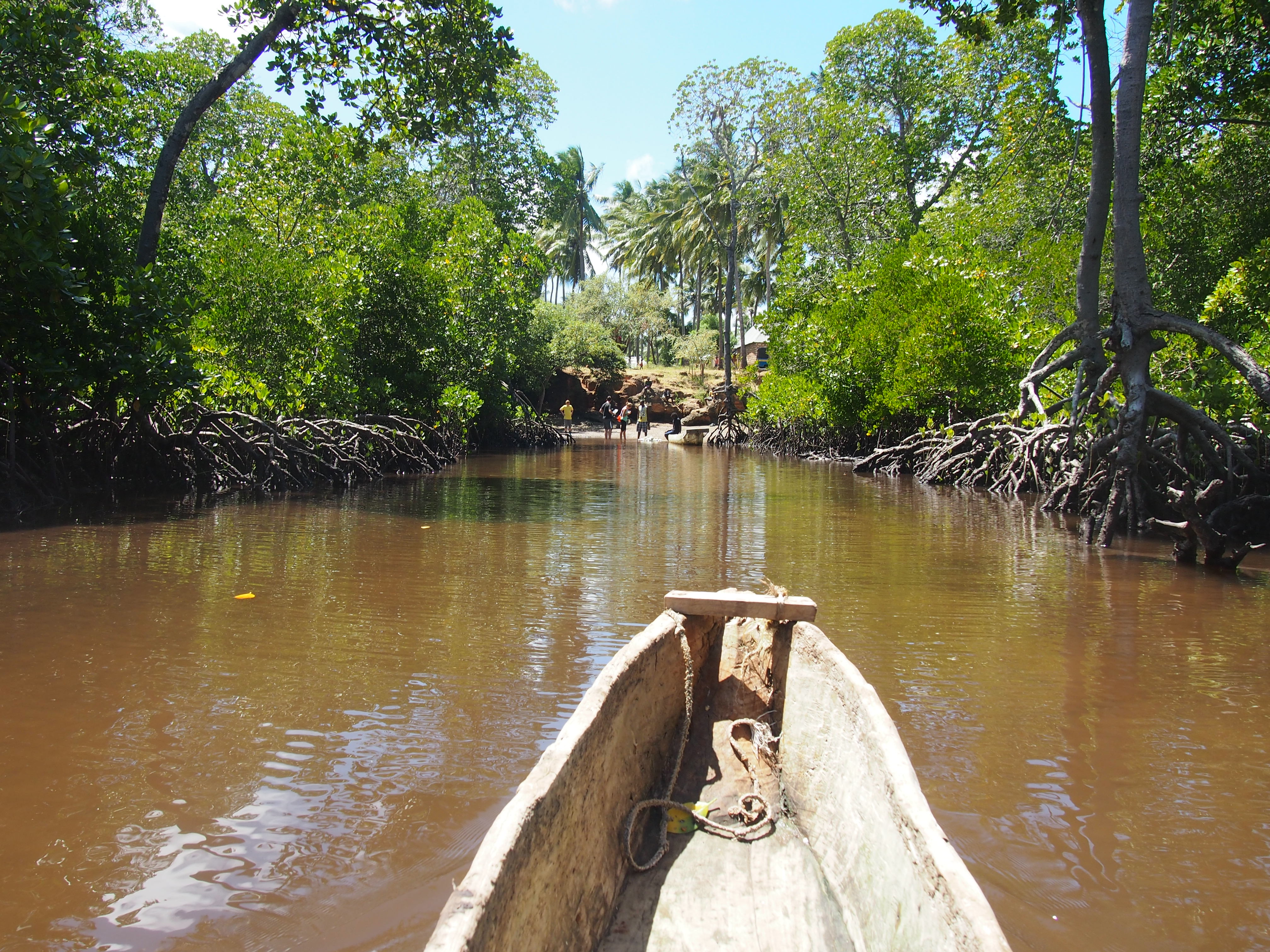
Mangrovie nel Mida Creek

Il Parco marino e la riserva di Watamu hanno una notevole diversità marina, terrestre e aviaria. 
Per quanto riguarda il regno marino, uno studio condotto nel 2015 ha evidenziato che nell'area del parco marino sono presenti 407 specie di pesci, 34 specie di echinodermi, 60 specie di molluschi, 23 specie di crostacei, 11 specie di piante acquatiche e 46 generi di coralli. I pesci sono il raggruppamento più ricco del parco con 407 specie osservate suddivise in 62 famiglie e 178 generi in totale. Dieci specie di pesci erano elasmobranchi. La famiglia di Teleostei più speciosa erano i Labridi con 45 specie. Di tutti gli habitat osservati le barriere coralline sono risultate essere quelle con la più alta ricchezza di pesci osservata. Durante l'identificazione delle specie di pesci è stata osservata una specie non descritta di pesce chitarra (Rhinobatidae) insieme a sette specie di Pempheris. I molluschi erano il taxon invertebrato più specioso valutato, con registrazioni casuali di 60 specie. Un totale di 55 specie di molluschi erano gasteropodi, di cui 12 nudibranchi. I 34 echinodermi erano composti da nove stelle marine (Asteroidea), dieci ricci (Echinoidea), dieci cetrioli di mare (Holothuroidea) e cinque stelle serpentine (Ophiuroidea). I 43 generi di coralli osservati provenivano da 11 famiglie. La maggior parte dei generi di corallo sono stati trovati sulla barriera corallina, ma 13 generi sono stati osservati nella zona rocciosa intertidale, con 2 di questi (Anomastraea e Alveopora) visti solo in questo habitat.
La biodiversità terrestre riguarda il sito di Mida Creek che ha importanti foreste di mangrovie, con un'alta diversità di specie tra cui Ceriops tagal, Rhizophora mucronata, Bruguiera gymnorrhiza, Avicennia marina e Sonneratia alba.
Infine per quanto riguarda la biodiversità aviaria occorre rilevare che il Mida Creek è un'importante area di passaggio e svernamento per i trampolieri migratori. L'area supporta importanti popolazioni di Sterna saundersi mentre Whale Island è un importante sito di nidificazione per Sterna dougallii. Le popolazioni di Charadrius leschenaultii, Charadrius mongolus e Dromas ardeola a Mida Creek sono importanti a livello internazionale. Il canale è anche una zona di alimentazione significativa per Egretta gularis, Sterna bengalensis e Sterna dougallii. Gli uccelli costieri migratori comuni includono Calidris alba, Calidris ferruginea, Numenius phaeopus, Pluvialis squatarola, Charadrius leschenaultii e Charadrius mongolus. Sterna dougallii e Sterna anaethetus nidificano su Whale Island tra giugno e ottobre. Casmerodius albus è una specie minacciata a livello regionale e si presenta nella zona in numeri piccoli e variabili.
Ad incrementare la biodiversità del parco cè infine la presenza delle tartarughe marine, che nidificano sulle coste del Kenya meridionale. Non a caso la lunga spiaggia a sud di Watamu, fra il promontorio di Kibirijini e Mida Creek è chiamata Turtle Beach. Nel tempo tuttavia questo habitat si è progressivamente degradato per una serie di ragioni, fra cui certamente lo sviluppo turistico della zona, compremettendo seriamente la possibilità di riproduzione delle tartarughe.
Allo scopo di proteggere tale habitat, nel 1997 un gruppo di residenti di Watamu ha deciso di agire costituendo una organizzazione privata senza fini di lucro chiamata Local Ocean Conservation, impegnata nella protezione dell'ambiente marino del Kenya. Il primo problema affrontato dal gruppo era quello della nidificazione delle tartarughe marine che non erano in grado di deporre le uova con successo a causa degli sviluppi turistici della spiaggia e del rischio di bracconaggio. Venne quindi lanciato un programma denominato Watamu Turtle Watch allo scopo di monitorare la spiaggia e proteggere le tartarughe marine femmine che venivano a nidificare, le loro uova e i loro cuccioli. Nel 1998 a tale programma se ne aggiounse uno chiamato Bycatch Release Programme per proteggere le tartarughe dalle catture accidentali nelle reti di pescatori locali. Questi programmi hanno avuto successo e a partire dal 2002 la nidificazione e riproduzione delle tartarughe marine sulle coste meridionali del Kenya ha iniziato ad aumentare. Le due principali specie di tartarughe che si riproducono sulle spiagge di Watamu sono la tartaruga verde (Chelonia mydas) e la tartaruga embricata (Eretmochelys imbricata).